# د استاکلیز
د استاکلیز (به انگلیسی: The Stukeleys) یک روستا و محله مدنی در بریتانیا است که در هانتینگدونشر واقع شده‌است. د استاکلیز ۱٬۳۴۰ نفر جمعیت دارد.